# Troublegum
Troublegum is het vierde studioalbum van de Noord-Ierse band Therapy?. Het werd uitgebracht op 7 februari 1994. Het album wordt als commercieel hoogtepunt van de band beschouwd en is wereldwijd ruim een miljoen keer verkocht.
Er zijn vijf singles van het album uitgebracht, dit zijn "Nowhere", "Trigger Inside", "Die Laughing", "Isolation" en "Femtex".

## Nummers
1. "Knives" (1:55)
2. "Screamager" (2:36)
3. "Hellbelly" (3:21)
4. "Stop It You're Killing Me" (3:50)
5. "Nowhere" (2:26)
6. "Die Laughing" (2:48)
7. "Unbeliever" (3:28)
8. "Trigger Inside" (3:56)
9. "Lunacy Booth" (3:55)
10. "Isolation" (3:10)
11. "Turn" (3:50)
12. "Femtex" (3:14)
13. "Unrequited" (3:03)
14. "Brainsaw" (25:23)

## Bezetting
- Andy Cairns - zang/gitaar
- Fyfe Ewing - drum
- Michael McKeegan - basgitaar
- Page Hamilton - gitaar op Unbeliever
- Lesley Rankine - zang op Lunacy Booth
- Martin McCarrick - cello op Unrequited
- Eilen Ross - zang op Femtex
- Chris Sheldon - Producent